# Robert Gascoyne-Cecil
Robert Gascoyne-Cecil (n. 3 februarie 1830, Hatfield, Hertfordshire, Anglia, Regatul Unit al Marii Britanii și Irlandei – d. 22 august 1903, Hatfield, Hertfordshire, Anglia, Regatul Unit al Marii Britanii și Irlandei) a fost un politician britanic, prim ministru al Marii Britanii în perioadele 1885-1886, 1886-1892 și 1895-1902.